# John Courtenay, 15. jarl af Devon
Sir John Courtenay (ca. 1435 – 4. maj 1471) var den tredje søn af Thomas Courtenay, 13. jarl af Devon og Margaret Beaufort, og blev tituleret sm jarl af Devon af Lancaster-fraktionen i eksil efter henrettelsen af hans bror den 14. jarl i 1461.

## Familie
Courtenay menes at være født i 1435, den tredje søn af Thomas Courtenay, 13. jarl af Devon og Margaret Beaufort, datter af John Beaufort, 1. jarl af Somerset. Gennem sin mor var Courtenay et tipoldebarn af kong Edvard 3. Han havde to brødre og fem søstre:
- Thomas Courtenay, 14. jarl af Devon (1432 – 3. april 1461), der kort efter den 9. september 1456 giftede sig med Maria af Anjou, uægte datter af Karl, greve af Maine. Der var ingen børn i ægteskabet.[3] Han blev taget til fange i Slaget ved Towton og halshugget i York den 3. april 1461.
- Henry Courtenay (død 17. januar 1469), ridder, af West Coker, Somerset, halshugget for forræderi på markedspladsen i Salisbury, Wiltshire den 17. januar 1469.
- Joan Courtenay (født ca. 1447), der først blev gift med Sir Roger Clifford, anden søn af Thomas Clifford, 8. baron Clifford, halshugget efter Slaget ved Bosworth i 1485. Hun giftede sig for anden gang med Sir William Knyvet af Buckenham, Norfolk .
- Elizabeth Courtenay (født omkring 1449), der inden marts 1490 blev gift med Sir Hugh Conway.
- Anne Courtenay.
- Eleanor Courtenay.
- Maud Courtenay.

## Karriere
John Courtenay siges oprindeligt at have været bestemt til en karriere i kirken. Han blev slået til ridder af sin bror, Thomas Courtenay, 14. jarl af Devon, efter Slaget ved Wakefield. Efter Slaget ved Mortimer's Cross marcherede den senere kong Edvard 4. af England og overtog hovedstaden fra Lancaster-fraktionen. Parlamentet vedtog fratagelse af hans modstanderes ære, liv og gods, og John blev erklæret for en forræder. Den nye konge, Edvard 4., marcherede nordpå og sikrede sit styre med sejren i det blodige slag ved Towton, hvorefter Johns bror blev halshugget. Fra omkring 1465 var Courtenay i eksil i Frankrig sammen med dronning Margrete af Anjou (hustru til kong Henrik 6. af England ). Han var titulær jarl af Devon fra 1469.
Ved genindsættelsen af kong Henrik 6. den 9. oktober 1470 fik Courtenay sine forfædres landbesiddelser tilbage. De var ellers tidligere samme år var blevet tildelt af kong Edvard 4. til John Neville sammen med titlen markis af Montagu som kompensation for tabet af Jarldømmet Northumberland. Courtenay fik imidlertid ringe politisk magt, idet han kun blev udnævnt til "en eneste [freds]-kommission i Devon."
Efter Edvard 4.'s tilbagevenden til England for at udfordre det genoprettede Lancaster-styre i 1471 var Courtenay i London sammen med Henrik 6. og Edmund Beaufort, hertug af Somerset, mens kong Edvard samlede tropper i East Midlands og søgte slag mod Lancaster-styrkerne under Richard Neville, jarl af Warwick. Imidlertid forlod Somerset og Courtenay byen for i det Sydvestengland at mødes med Margrete af Anjou og hendes søn, Edvard af Westminster, prins af Wales, der var på tilbage fra Frankrig. Dette hindrede Warwicks håb om at fange Edvard 4. mellem sin egen hær og styrkerne i London og gjorde det muligt for Edvard 4. at besætte hovedstaden og tage Henrik 6. til fange. Warwick blev besejret og dræbt af Edvard 4. i Slaget ved Barnet lige uden for London den 14. april.
Dronning Margrete landede i England to dage senere og mødte Devon og Somerset i Cerne Abbey, hvor de "forsikrede hende om, at deres sag langt fra var tabt". De fik til opgave af prinsen af Wales til at rejse en hær i Sydvestengland. Courtenay samlede styrker fra den traditionelle Courtenay magtbase i Devon, mens Somerset rejste tropper i Cornwall.  Idet de marcherede afsted for at forene sig med andre Lancaster-styrker, der blev samlet i West Midlands og Wales, blev de afskåret af kong Edvard 4. og tvunget til kamp ved Tewkesbury den 4. maj 1471. Courtenay, der ledte Lancaster-hærens venstre flanke, var blandt dem, der blev dræbt på slagmarken, "i almindelig kamp", da delingen "tog flugten". Han blev begravet sammen med de andre dræbte adelsmænd i Tewkesbury Abbeys kirkegård.